# Malloewia
Malloewia is een vliegengeslacht uit de familie van de halmvliegen (Chloropidae).

## Soorten
- M. abdominalis (Becker, 1912)
- M. aequa (Becker, 1912)
- M. diabolus (Becker, 1912)
- M. excipiens (Becker, 1912)
- M. extrema (Becker, 1912)
- M. neglecta (Becker, 1912)
- M. nigripalpis (Malloch, 1913)
- M. setulosa (Malloch, 1918)